# Eilema yokohamae
Eilema yokohamae là một loài bướm đêm thuộc phân họ Arctiinae, họ Erebidae.